# Droga 2-1

Schemat drogi 1/2-1

Droga 1/2-1 – przekrój drogi, który wyposażony jest w boczne pasy ruchu dla ruchu pieszych, rowerów, hulajnóg elektrycznych i urządzeń transportu osobistego oraz pas środkowy przeznaczony do dwukierunkowego ruchu pojazdów. W przypadku nadjeżdżającego innego pojazdu silnikowego z naprzeciwka, oba z nich wjeżdżają na część pasa dla pieszych oraz rowerzystów po swojej stronie (ustępując pierwszeństwa niezmechanizowanym uczestnikom ruchu drogowego) i wymijają się. 

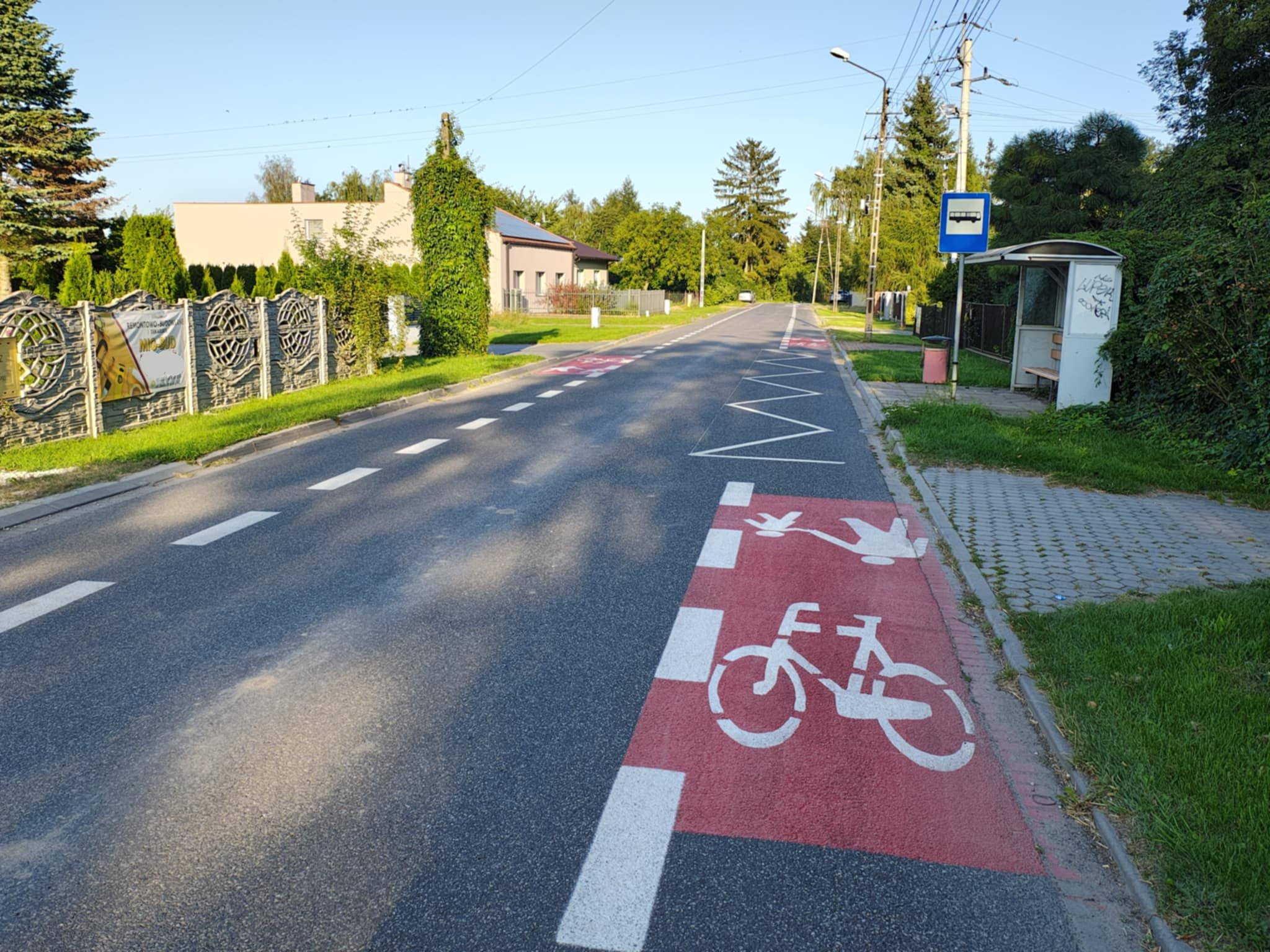
Przekrój drogowy 1/2-1 na ul. Świerczowskiej w Piotrkowie Trybunalskim z rozwiązaniem w obrębie przystanku komunikacji publicznej

Celem drogi jest zapewnienie większej przestrzeni pieszym i rowerzystom, a tym samym uniknięcie budowy nowych ścieżek dla nich, zwłaszcza na obszarach, na których nie jest to możliwe.
Rozwiązania te są popularne w Danii, gdzie ok. jedna trzecia gmin posiada przynajmniej jeden odcinek tego typu drogi. W 2006 roku w Szwecji zaczęto budowę dróg 1/2-1. Zastosowanie to spotkało się z krytyką mieszkańców i policji, która twierdziła, że poruszanie się po tego typu drodze sprawia niektórym kierowcom problemy, co wpływa na większą liczbę wypadków.
Pierwsze oceny z 2012 r. wykazały, że drogi tego typu zwiększyły ruch rowerowy na danym obszarze nawet o 50%. Jednocześnie znacznie spadła średnia prędkość samochodów, co uznano za poprawę bezpieczeństwa ruchu drogowego. Wraz z innymi środkami bezpieczeństwa ruchu drogowego, drogi te zmniejszyły liczbę wypadków o 25%. W porównaniu do zwykłych dróg z wybudowanymi obok ścieżkami rowerowymi, koszty utrzymania okazały się dużo niższe.
Od września 2022 r. przekrój drogowy 1/2-1 oficjalnie zafunkcjonował w polskich przepisach, chociaż był już wcześniej stosowany pilotażowo na polskich drogach.
Przy zachowaniu standardowych wymiarów, pas środkowy powinien wynosić 3,0 m, a pasy boczne po 1,5 m każdy. Dopuszcza się zmianę szerokości pasów ruch zgodnie ze Wzorcami i standardami rekomendowanymi przez Ministra właściwego ds. transportu WR-D-22-1.
W lipcu 2025 r. w Piotrkowie Trybunalskim na ulicy Świerczowskiej wprowadzono pilotażowo przekrój drogowy 1/2-1 jako pierwsze takie rozwiązanie w Województwie Łódzkim i jedno z pierwszych w kraju.

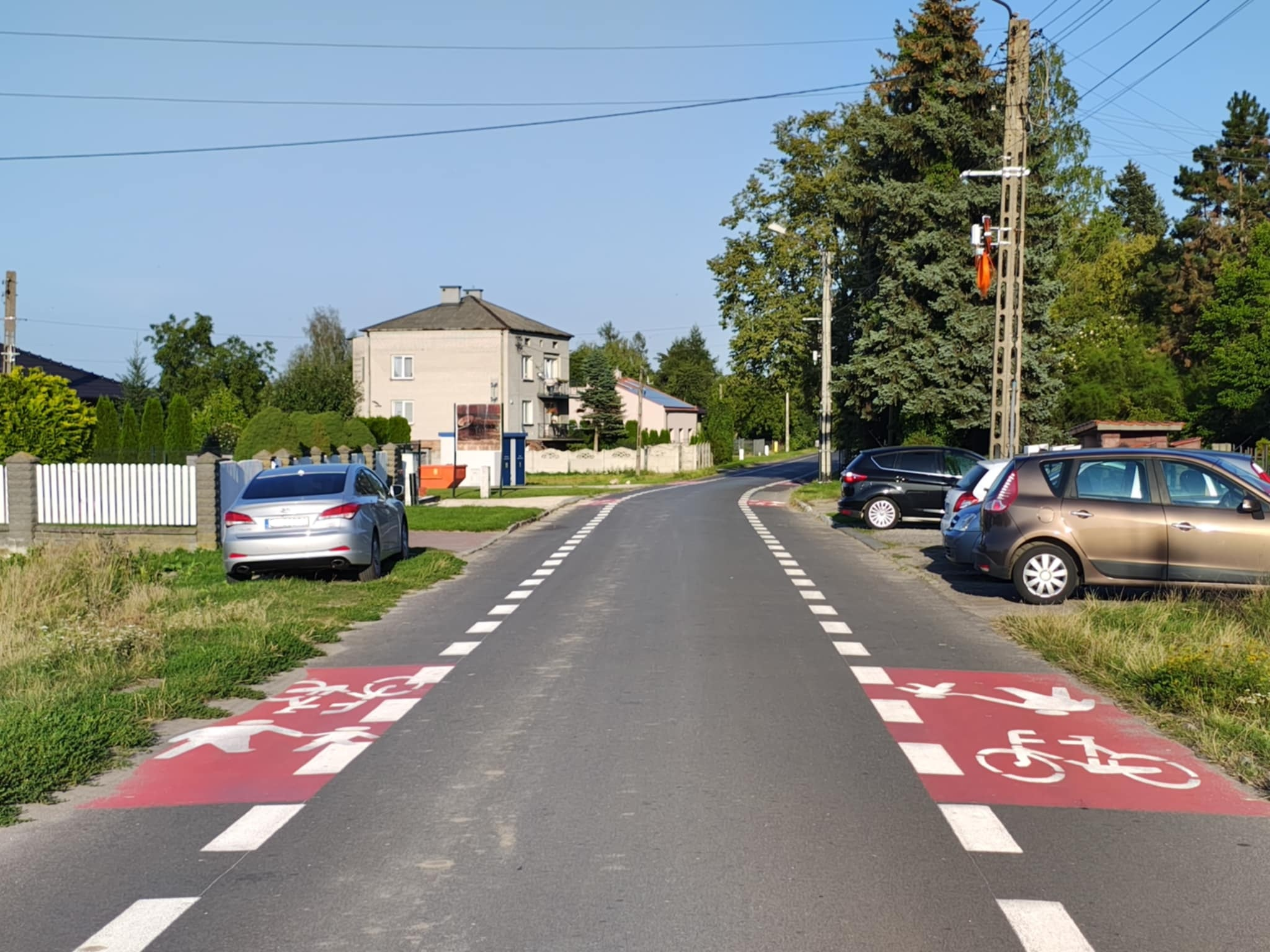
Przekrój drogowy 1/2-1 na ul. Świerczowskiej w Piotrkowie Trybunalskim

W Szwajcarii drogi te są nazywane Kernfahrbahn, a w Szwecji mówi się na nie bymiljöväg lub bygdeväg.

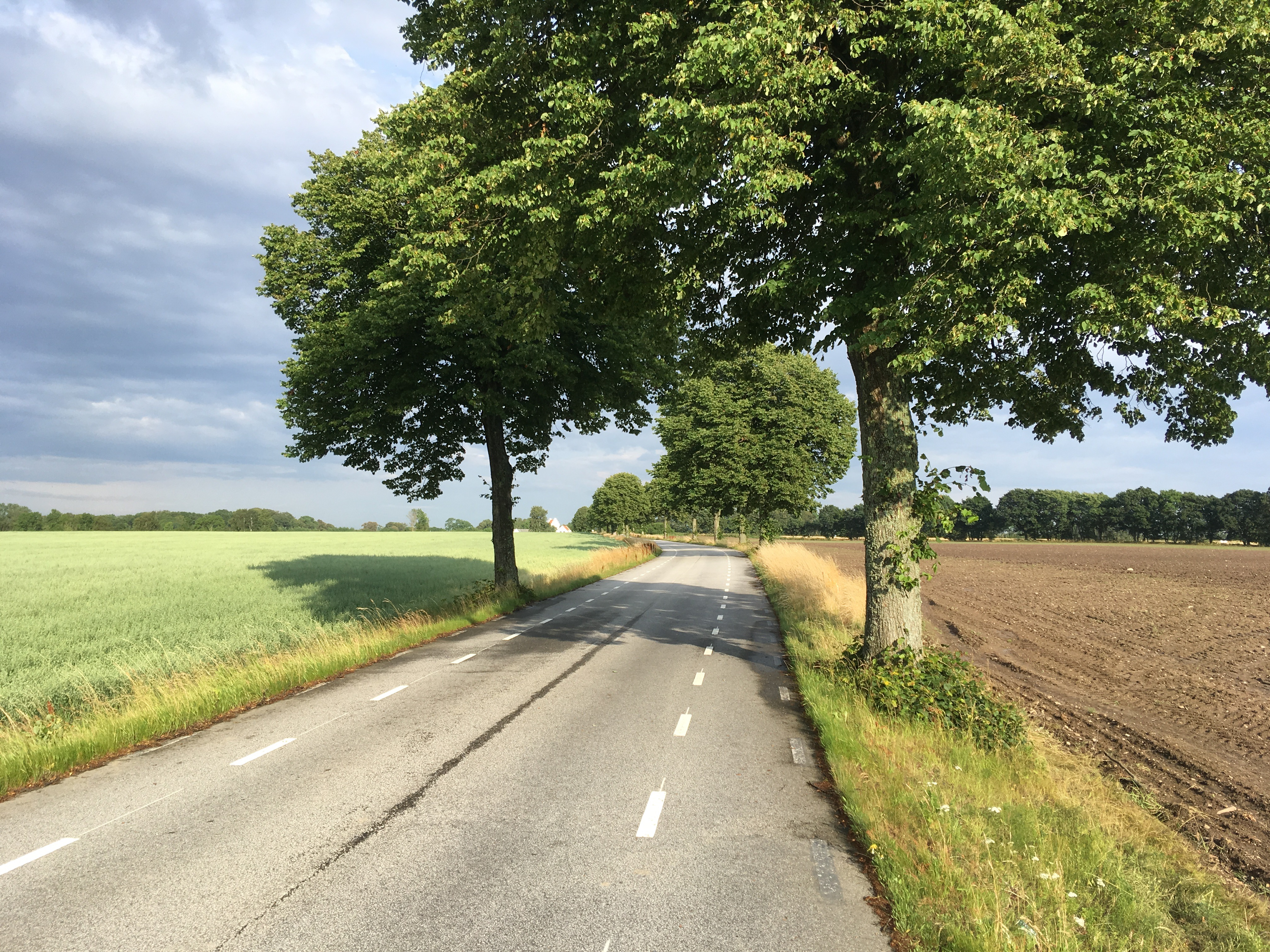
Droga 1/2-1 w Allerum